# Chủ tịch Thượng viện tạm quyền Hoa Kỳ
Quyền Chủ tịch Thượng viện Hoa Kỳ (tiếng Anh: President pro tempore of the United States Senate) là viên chức cao cấp đứng thứ hai tại Thượng viện Hoa Kỳ và là thượng nghị sĩ cao cấp nhất. Hiến pháp Hoa Kỳ quy định rằng Phó Tổng thống Hoa Kỳ đồng thời giữ cương vị Chủ tịch Thượng viện mặc dù không phải là một thượng nghị sĩ, và Thượng viện phải chọn một Chủ tịch pro tempore (tạm quyền) để thay thế. Trong thời gian phó tổng thống vắng mặt thì Quyền Chủ tịch Thượng viện là viên chức cao cấp nhất tại Thượng viện và có thể làm chủ tọa cho các buổi họp. Quyền Chủ tịch Thượng viện được Thượng viện Hoa Kỳ bầu lên và theo lệ là thượng nghị sĩ thâm niên nhất của đảng đa số. Thông thường cả Phó Tổng thống và Quyền Chủ tịch Thượng viện không làm chủ tọa mà thay vào đó giao nhiệm vụ này cho các thượng nghị sĩ cấp thấp hơn của đảng đa số để giúp họ học hỏi cách thức làm việc của quốc hội. Quyền Chủ tịch Thượng viện đứng vị trí thứ ba trong thứ tự kế vị Tổng thống Hoa Kỳ, sau Phó Tổng thống Hoa Kỳ và Chủ tịch Hạ viện Hoa Kỳ.
Quyền Chủ tịch Thượng viện đương nhiệm là Chuck Grassley của bang Iowa.

## Quyền lực và trách nhiệm
Chủ tịch Thượng viện tạm quyền là một chức vụ thuộc Thượng viện Hoa Kỳ được ủy nhiệm bởi Điều khoản 1, Đoạn 3, Hiến pháp Hoa Kỳ. Tuy chức vụ này có thể nói tương tự như chức vụ Chủ tịch Hạ viện Hoa Kỳ nhưng quyền lực của Chủ tịch Thượng viện tạm quyền rất có giới hạn. Tại Thượng viện Hoa Kỳ, đa số những quyền lực còn lại nằm trong tay các lãnh tụ đảng và các cá nhân thượng nghị sĩ. Tuy nhiên khi đóng vai trò chủ tọa lúc vắng Phó tổng thống Hoa Kỳ thì Chủ tịch Thượng viện tạm quyền được phép thực thi một số quyền lực trong đó có việc đưa ra phán quyết về kỷ cương và duy trì trật tự phòng họp. Ngoài ra, Chủ tịch thượng viện tạm quyền còn là một trong hai vị có thẩm quyền phải được thông báo khi tổng thống không thể đảm trách chức vụ tổng thống (thí dụ khi phải vào bệnh viện giải phẫu) hoặc sau đó có khả năng tiếp nhận lại chức vụ tổng thống theo tu chính án hiến pháp 25 (người kia là Chủ tịch Hạ viện Hoa Kỳ). Chủ tịch thượng viện tạm quyền là người thứ ba trong thứ tự kế vị Tổng thống Hoa Kỳ, sau Phó tổng thống Hoa Kỳ và Chủ tịch Hạ viện Hoa Kỳ. Các trách nhiệm khác gồm có việc bổ nhiệm một số viên chức quốc hội khác nhau, một vài hội đồng, các ban cố vấn, các ủy ban, và cùng trông coi trường huấn luyện nhân viên quốc hội. Chủ tịch thượng viện tạm quyền là người được giao trọng trách hợp pháp nhận các báo cáo gởi đến Thượng viện trong đó gồm có các báo cáo thuộc Đạo luật Quyền lực Chiến tranh mà chủ tịch sẽ cùng với Chủ tịch Hạ viện Hoa Kỳ có thể yêu cầu tổng thống gọi Quốc hội trở lại làm việc khẩn cấp. Người giữ chức vụ này cũng là thành viên của nhiều ủy ban và ban ngành khác nhau. Chủ tịch thượng viện tạm quyền, với sự trợ lực của bí thư và viên chức đặc trách giữ gìn trật tự của Thượng viện, duy trì trật tự trong việc sử dụng các tòa nhà của Thượng viện như luật thượng viện có nêu rõ.

## Lịch sử
Chức vụ chủ tịch thượng viện tạm quyền được Hiến pháp Hoa Kỳ lập ra năm 1789. Chủ tịch đầu tiên, John Langdon, được bầu vào ngày 6 tháng 4 cùng năm. Ban đầu, chủ tịch thượng viện tạm quyền được bổ nhiệm theo cơ bản tạm thời khi Phó tổng thống Hoa Kỳ không có mặt để làm chủ tọa thượng viện. Cho đến thập niên 1960, Phó tổng thống Hoa Kỳ thường hay làm chủ tọa cho các buổi họp hàng ngày của thượng viện vì thế Chủ tịch Thượng viện tạm quyền hiếm khi làm chủ tọa Thượng viện trừ khi chức vụ Phó tổng thống bị bỏ trống.
Đến năm 1891, Chủ tịch thượng viện tạm quyền chỉ phục vụ cho đến khi Phó tổng thống Hoa Kỳ quay trở lại làm chủ tọa hay triệu tập một buổi họp quốc hội. Giữa năm 1792 và 1886, Chủ tịch thượng viện tạm quyền là người thứ hai trong thứ tự kế vị Tổng thống Hoa Kỳ, chỉ sau Phó tổng thống Hoa Kỳ và đứng trước Chủ tịch Hạ viện Hoa Kỳ.

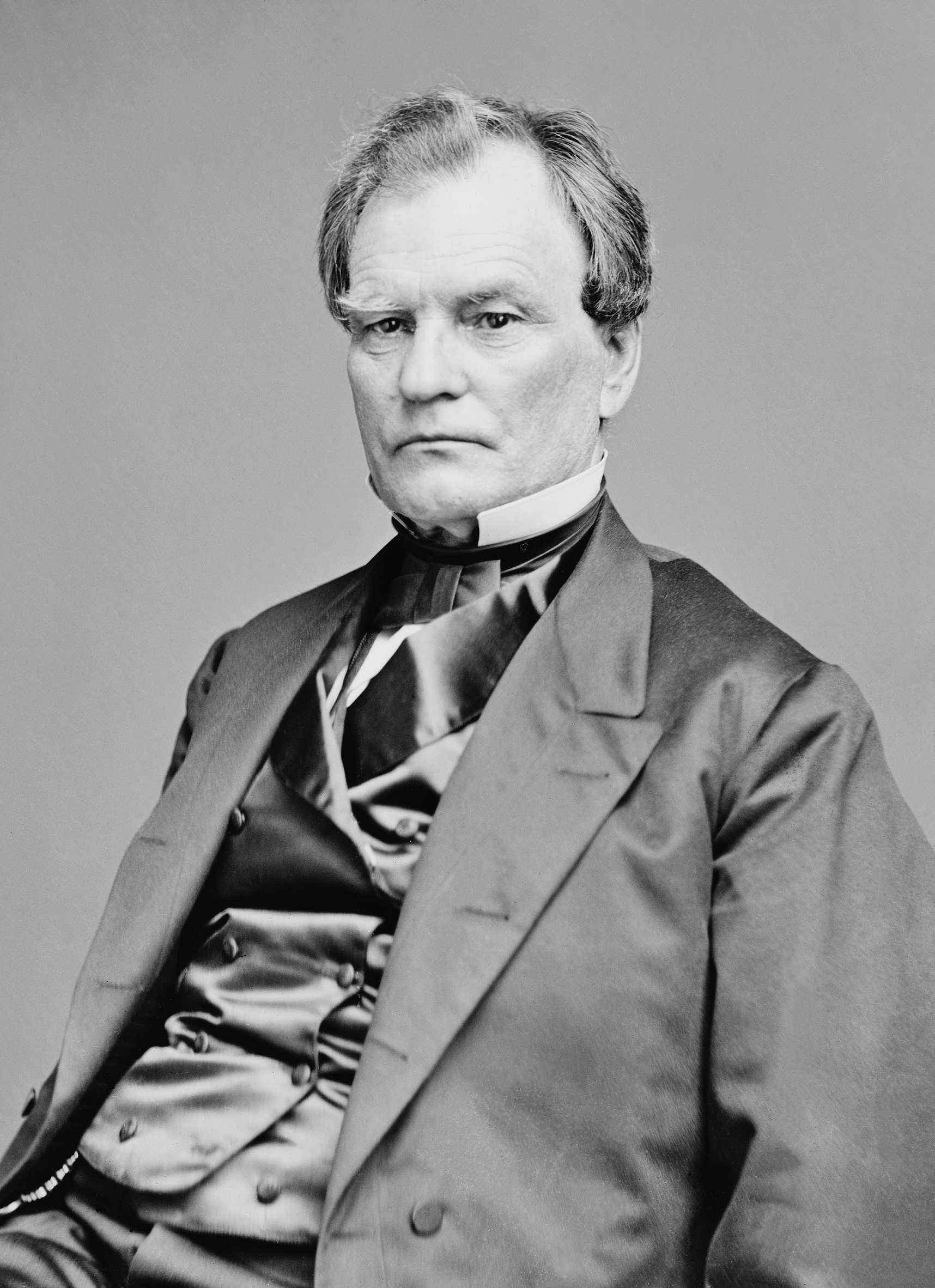
Benjamin F. Wade thiếu chỉ 1 phiếu để trở thành vị chủ tịch thượng viện tạm quyền đầu tiên kế vị Tổng thống Hoa Kỳ sau khi Tổng thống Andrew Johnson bị luận tội năm 1868 (Hạ viện luận tội nhưng Thượng viện tha bổng khi xét xử với tỉ lệ chỉ thiếu 1 phiếu cần thiết để kết án).

Khi Tổng thống Andrew Johnson, người không có Phó tổng thống, bị luận tội năm 1868, Chủ tịch Thượng viện tạm quyền Benjamin Franklin Wade là người kế tiếp trong thứ tự kế vị tổng thống. Nhiều sử gia tin rằng chính thái độ chính trị cấp tiến của Wade là một lý do chính tại sao Thượng viện Hoa Kỳ đã không muốn thấy Wade bước vào Nhà Trắng và vì vậy đã tha bổng cho Johnson. Chủ tịch thượng viện tạm quyền và Chủ tịch hạ viện bị loại khỏi thứ tự kế vị tổng thống vào năm 1886, nhưng được phục hồi vào năm 1947. Tuy nhiên lần này Chủ tịch thượng viện tạm quyền đứng sau Chủ tịch Hạ viện trong thứ tự kế vị tổng thống.
Sau khi Chủ tịch Thượng viện tạm quyền lúc đó là William P. Frye về hưu vì lý do sức khỏe, Quốc hội Hoa Kỳ chia rẻ trong số các đảng viên Cộng hòa cấp tiến, Cộng hòa bảo thủ và Dân chủ đã đi đến đồng thuận là mỗi ứng viên của họ sẽ thay phiên nhau giữ chức vụ này từ năm 1911 đến 1913.

## Các viên chức có liên quan

### Quyền Chủ tịch Thượng viện tạm quyền
Trong lúc chức vụ Chủ tịch thượng viện tạm quyền có nhiệm vụ chính thức thì người giữ chức vụ này cũng giống như Phó tổng thống, theo thời gian nhiều khi ngưng công việc làm chủ tọa Thượng viện trên căn bản hàng ngày vì lẽ tự nhiên trần tục và lễ nghi  của chức vụ này. Hơn nữa, khi ngày nay Chủ tịch thượng viện tạm quyền thường thường là vị thượng nghị sĩ cao cấp nhất của đảng đa số nên ông hay bà chắc chắn còn phải làm chủ tọa một ủy ban lớn của thượng viện cùng với nhiều công việc khác mà tư cách chủ tọa phải đảm trách. Vì thế, Chủ tịch thượng viện tạm quyền ngày nay có ít thời gian hơn các vị chủ tịch tạm quyền trong quá khứ để làm chủ tọa thượng viện hàng ngày. Thay vào đó, bất cứ thượng nghị sĩ cấp thấp hơn từ đảng đa số có thể được giao trọng trách làm quyền chủ tịch thượng viện tạm quyền để chủ tọa thượng viện theo căn bản hàng hàng hay thậm chí từng giờ. Việc này giúp cho các thượng nghị sĩ cấp thấp hơn học hỏi được kinh nghiệm về cách thức làm việc của thượng viện.

### Quyền chủ tịch Thượng viện tạm quyền Thường trực
Tháng 6 năm 1963, vì Chủ tịch Thượng viện tạm quyền Carl Hayden lâm bệnh nên Thượng nghị sĩ Lee Metcalf được giao trọng trách làm Quyền Chủ tịch Thượng viện tạm quyền Thường trực. Không có nhiệm kỳ nào được ấn định cho ông trong chức vụ này vì thế Metcalf vẫn giữ chức vụ này cho đến khi mất lúc tại chức vào năm 1978.

### Phó Chủ tịch Thượng viện tạm quyền

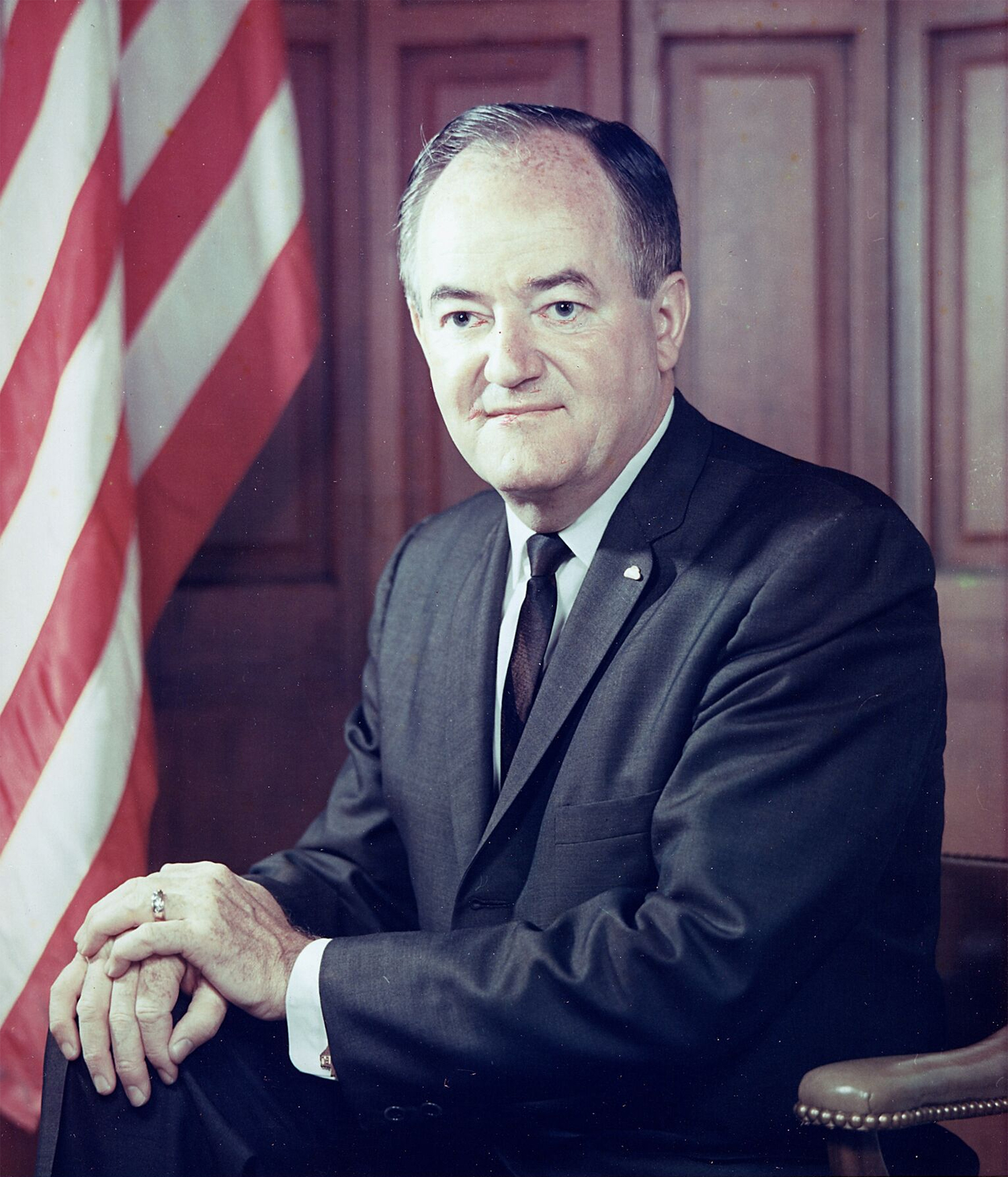
Hubert Humphrey là Phó Chủ tịch Thượng viện tạm quyền đầu tiên trong năm 1977-1978

Chức vụ lễ nghi Phó Chủ tịch Thượng viện tạm quyền được lập cho Hubert Humphrey, một cựu Phó tổng thống Hoa Kỳ vào năm 1977 sau khi ông thua cuộc đua giành chức Lãnh tụ đa số Thượng viện Hoa Kỳ. Giải pháp thượng viện lập nên chức vụ này có nói rằng bất cứ cựu tổng thống hay cựu phó tổng thống nào phục vụ Thượng viện Hoa Kỳ sẽ được phong cho chức vụ này. Tuy nhiên chưa có ai phục vụ trong chức vụ này kể từ khi Humphrey mất vào năm 1978,. Cựu Phó tổng thống Walter Mondale, người tìm ghế đại diện cho tiểu bang Minnesota tại Thượng viện Hoa Kỳ vào năm 2002, là người duy nhất thử qua nhưng thua cuộc bầu cử thượng viện. Andrew Johnson là cựu tổng thống duy nhất sau đó từng phục vụ trong Thượng viện Hoa Kỳ.
Khi Chủ tịch thượng viện tạm quyền không thể thi hành được những bổn phận chức trách của mình trong một thời gian kéo dài thì Thượng viện sẽ bầu một thượng nghị sĩ lên làm Phó chủ tịch thượng viện tạm quyền, mà không bầu lên một Chủ tịch thượng viện tạm quyền thường trực, để nhận các trách nhiệm cho đến khi Chủ tịch thượng viện tạm quyền có thể nhận lại trách nhiệm. George J. Mitchell được bầu là Phó chủ tịch thượng viện tạm quyền trong năm 1987–1988 vì Chủ tịch Thượng viện tạm quyền John C. Stennis lâm bệnh. Chức vụ này hiện nay vẫn không có ai giữ. Hubert Humphrey và George J. Mitchell là hai thượng nghị sĩ duy nhất cho đến nay giữ chức vụ này.
Chức vụ này phần lớn mang tính lễ nghi và vinh dự; mặc dù nó được trả lương. Theo luật, lương bổng dành cho chức vụ này ngang bằng với lương bổng hàng năm trả cho Chủ tịch thượng viện tạm quyền, Lãnh tụ đa số, và Lãnh tụ thiểu số. (See 2 U.S.C. § 32a.)

### Chủ tịch Thượng viện tạm quyền "danh dự"

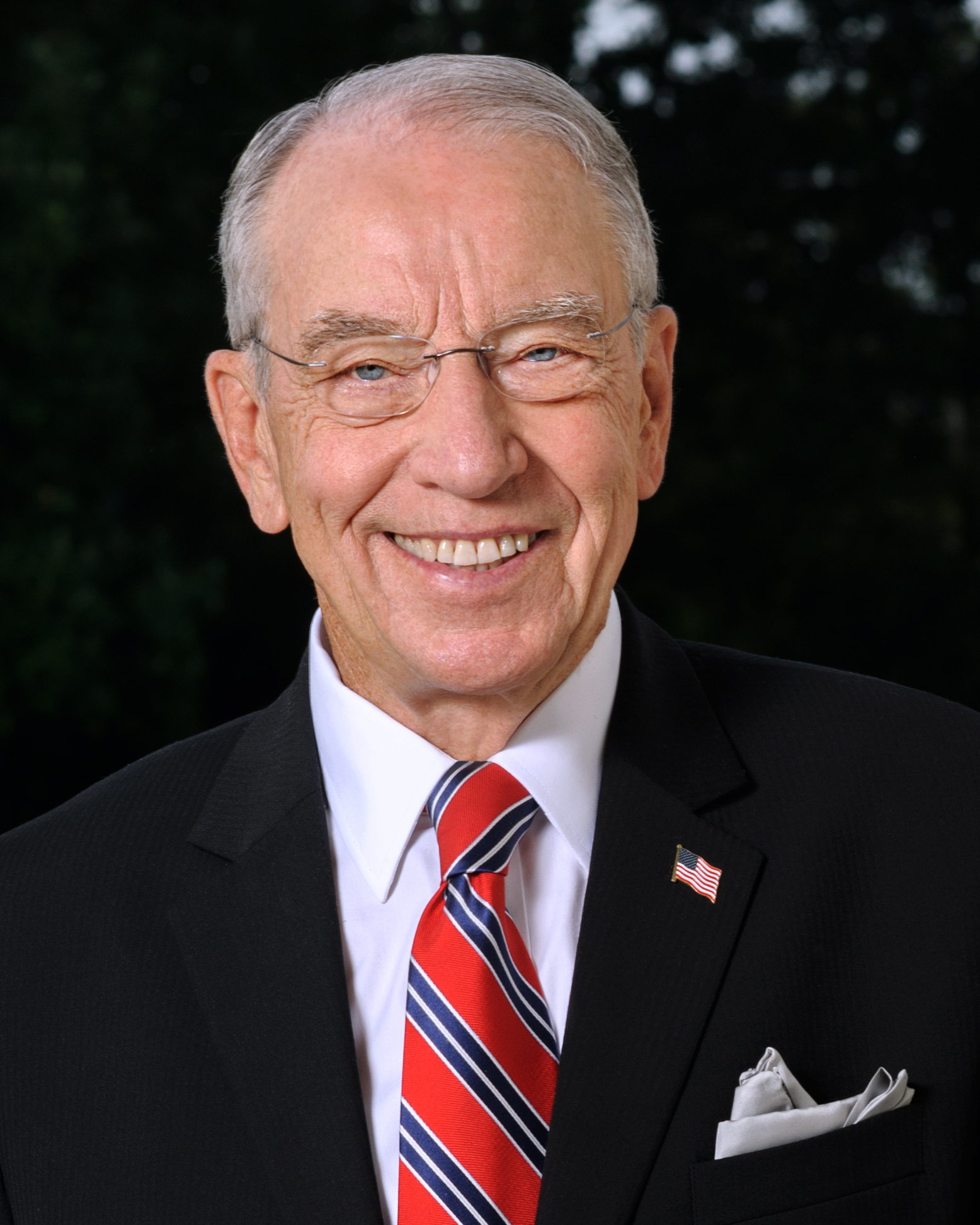
Chủ tịch Thượng viện tạm quyền danh dự đương nhiệm

Từ năm 2001, chức danh vinh dự "President pro tempore emeritus" (tạm dịch là Chủ tịch thượng viện tạm quyền danh dự) đã được phong cho 1 thành viên của đảng thiểu số tại Thượng viện và người này phải là người đã từng phục vụ trong vai trò Chủ tịch thượng viện tạm quyền. Đảng viên Cộng hòa Ted Stevens là người gần đây nhất giữ chức vụ này. Stevens đã phục vụ vai trò Chủ tịch Thượng viện tạm quyền từ năm 2003 đến 2007, và sau đó trở thành Chủ tịch thượng viện tạm quyền vinh dự cho đến khi ông rời thượng viện năm 2009.
Strom Thurmond (Cộng hòa) từ tiểu bang South Carolina là người đầu tiên được bầu làm Chủ tịch Thượng viện tạm quyền vinh dự khi đảng Dân chủ giành được đa số tại Thượng viện năm 2001. Với việc thay đổi đảng đa số sang Dân chủ, đảng viên Dân chủ Robert Byrd của West Virginia đã thay thế Thurmond làm Chủ tịch Thượng viện tạm quyền, lấy lại chức vụ mà ông đã từng giữ trước đây từ năm 1989 đến 1995 và 1 lần ngắn ngủi nữa vào đầu năm 2001. Thurmond phục vụ trong vai trò Chủ tịch Thượng viện tạm quyền vinh dự cho đến khi ông về hưu từ Thượng viện Hoa Kỳ ngày 3 tháng 1 năm 2003, cùng lúc có sự thay đổi đảng đa số (từ Dân chủ sang Cộng hòa) và như thế Byrd trở thành người thứ hai giữ chức vụ Chủ tịch Thượng viện tạm quyền vinh dự.
Mặc dù Chủ tịch Thượng viện tạm quyền vinh dự không có trách nhiệm chính thức nhưng người này vẫn được cho phép tăng số nhân viên phục vụ. Chủ tịch Thượng viện tạm quyền vinh dự cũng làm viêc bên cạnh các lãnh tụ đảng và cố vấn họ về các chức năng của Thượng viện.
Một vị chủ tịch thượng viện tạm quyền vinh dự mà đảng của mình giành được đa số tại thượng viện cũng có thể phục vụ trở lại trong vai trò Chủ tịch Thượng viện tạm quyền như đã từng xảy ra vào đầu Quốc hội Hoa Kỳ lần thứ 110 vào ngày 4 tháng 1 năm 2007. Khi đảng đa số thay đổi từ đảng Cộng hòa sang đảng Dân chủ thì đảng viên Dân chủ Robert Byrd giành lại chức vụ Chủ tịch Thượng viện tạm quyền từ tay Ted Stevens, người sau đó trở thành Chủ tịch Thượng viện tạm quyền "vinh dự" thứ ba của Hoa Kỳ. Hiện tại, chức vụ này do Chuck Grassley từ Đảng Cộng hoà nắm giữ, khi ông đã có một thời gian làm Chủ tịch Thượng viện tạm quyền từ 3 tháng 1 năm 2019 đến 20 tháng 1 năm 2021, trước khi Đảng Cộng hoà mất thế đa số và ông trở thành Chủ tịch Thượng viên tạm quyền danh dự.

## Lương bổng
Lương của Chủ tịch thượng viện tạm quyền trong năm 2006 là $183.500, bằng với lương của Lãnh tụ đa số và Lãnh tụ thiểu số của cả hai viện Quốc hội Hoa Kỳ. Lượng được tăng lên đến $188.100 vào tháng 1 năm 2008. Nếu chức vụ Phó tổng thống Hoa Kỳ bị bỏ trống thì lương của Chủ tịch Thượng viện tạm quyền sẽ bằng với lương của phó tổng thống là $221.000.

## Chức vụ cao hơn
Chỉ có ba cựu chủ tịch thượng viện tạm quyền đã từng trở thành Phó tổng thống Hoa Kỳ: John Tyler, William R. King và Charles Curtis.
Chỉ một cựu chủ tịch thượng viện tạm quyền đã từng trở thành Tổng thống Hoa Kỳ, John Tyler, là phó tổng thống kế vị William Henry Harrison năm 1841.